# Lina Gálvez Muñoz
Lina Gálvez Muñoz (Siviglia, 13 settembre 1969) è una politica e storica spagnola, specialista in economia femminista. Dal 2019 è europarlamentare del gruppo dell'Alleanza progressista di Socialisti e Democratici (S&D) al Parlamento europeo. È stata coordinatrice della presentazione del 40º congresso del PSOE nel 2021. Dal 7 giugno 2018 al 22 gennaio 2019 è stata consigliera per la ricerca, la conoscenza e l'università della Giunta dell'Andalusia..
È professoressa di Storia e Istituzioni Economiche presso il Dipartimento di Economia, Metodi Quantitativi e Storia Economica dell'Università Pablo de Olavide di Siviglia, dove dirige l'Osservatorio di Genere per l'Economia, le Politiche e lo Sviluppo (GEP&DO). È ricercatrice responsabile del gruppo di ricerca PAIDI ECOECOFEM (Feminist Ecological Economics and Development). Nel suo lavoro di ricerca economica incorpora trasversalmente l'analisi della disuguaglianza di genere. È membro di "Economists Facing the EFC Crisis".

## Biografia
Lina Gálvez Muñoz si è laureata in Storia Moderna e Contemporanea all'Università di Siviglia e si è specializzata in storia economica e sociale all'Università di Lione, alla London School of Economics e all'Istituto Universitario Europeo di Firenze.
Nel maggio 1998 ha discusso la sua tesi di dottorato in Storia economica dal titolo "Famiglia e mercato. Il genere nel processo di industrializzazione della fabbrica di sigari di Siviglia, 1887-1945" presso l'Istituto Universitario Europeo (Firenze, Italia), diretto da Olwen Hufton (Merton College, Oxford University). Ha conseguito la qualifica cum laude.

## Carriera accademica
È stata professoressa presso il Dipartimento di Economia dell'Università di Reading (1998-2001), presso il Dipartimento di Teoria Economica ed Economia Politica dell'Università di Siviglia (2001), presso il Dipartimento di Storia Economica dell'Università Carlos III di Madrid (2001-2004). Nell'anno accademico 2014/2015 è stata visiting professor presso il Center for Time Use Research (CTUR) del Dipartimento di Sociologia dell'Università di Oxford.
Dal 2007 al 2012 è stata vicerettore per la formazione post-laurea presso l'Università Pablo de Olavide (UPO).
Dal 2009 è direttrice del Master in Genere e Uguaglianza e dal 2010 anche del Dottorato in Sviluppo e Cittadinanza, entrambi presso l'Università Pablo de Olavide di Siviglia. Dal 2015 dirige anche il gruppo di ricerca PAIDI ECOECOFEM (Feminist Ecological Economics and Development) presso questa università.
Ha più di cento pubblicazioni scientifiche, scrive articoli di opinione e recensioni per riviste specializzate come Critical Economics Magazine, Economic History Research Magazine, Áreas International Journal of Social Sciences, Regional Studies Magazine, History Magazine Económica, Magazine of History of the Economy e della Rivista di Storia Agraria.

## Carriera politica

### Giunta dell'Andalusia

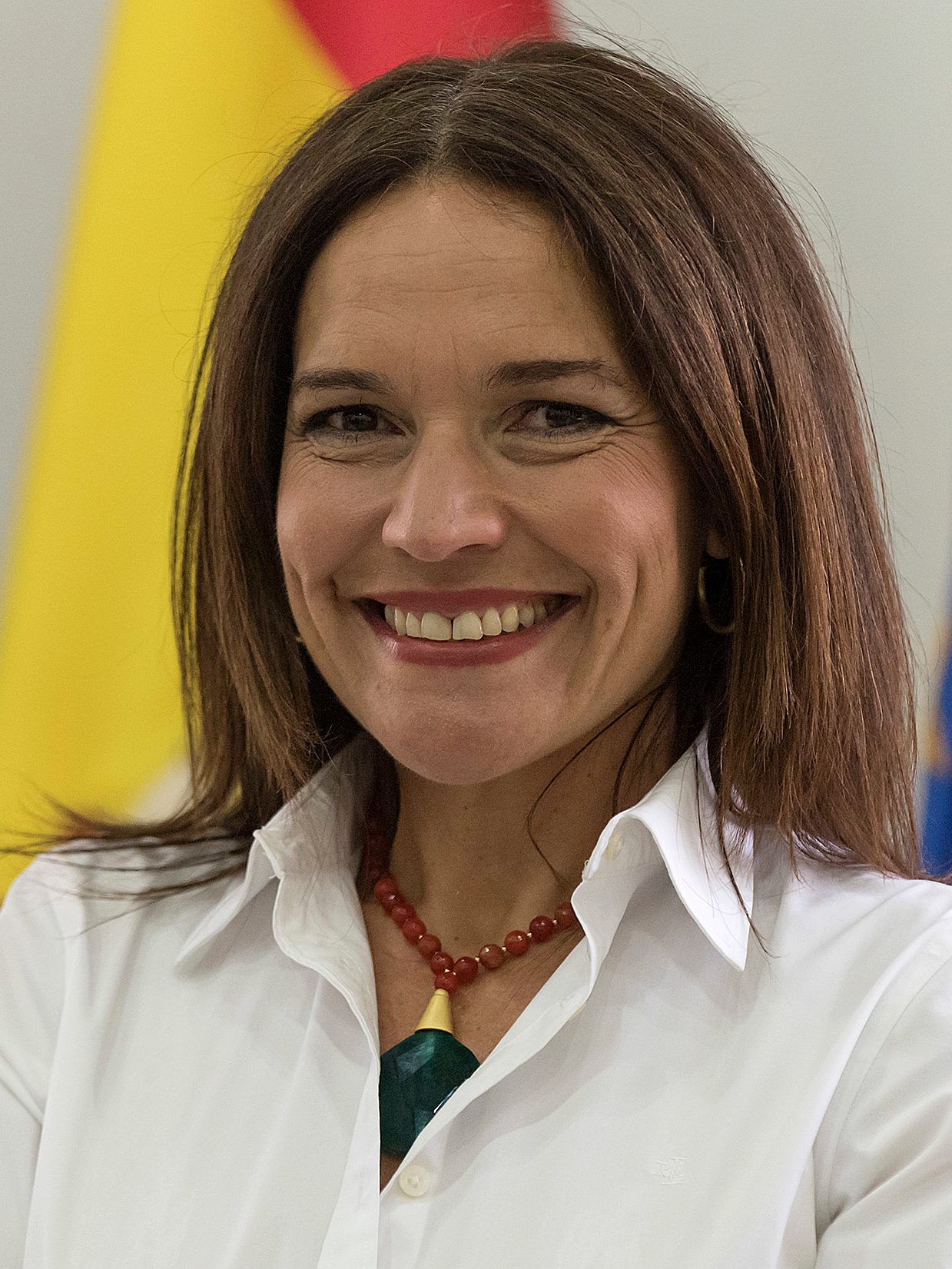
Lina Gálvez Muñoz nel 2018

Nel giugno 2018 si è insediata nel governo di Susana Díaz nel nuovo Ministero della Conoscenza, della Ricerca e dell'Università della Junta de Andalucía, che mantiene i poteri assegnati all'Economia in materia di università, ricerca e tecnologia, insieme a quelli di internazionalizzazione dell'economia, promozione sul lavoro autonomo, sugli imprenditori e l'economia sociale. Comprende organizzazioni autonome come l'Agenzia andalusa per la promozione estera (Extenda) e Andalucía Emprende.

### Parlamento europeo
Gálvez è membro del Parlamento europeo associata al gruppo dell'Alleanza Progressista dei Socialisti e dei Democratici (S&D) dalle elezioni europee in Spagna del 2019. Si è candidata come numero 3 nella lista del Partito Socialista Operaio Spagnolo.
Nella IX legislatura è vicepresidente della Commissione Industria, Ricerca ed Energia (ITRE), membro della Commissione Diritti della Donna e Parità di Genere e membro supplente della Commissione Lavoro e Affari Sociali. Il ruolo comprende l'innovazione e gli aspetti sociali delle transizioni verdi e digitali, incluso lo sviluppo di una governance economica che consenta la riduzione delle disuguaglianze.
Inoltre fa parte della delegazione del Parlamento europeo per le relazioni con gli Stati Uniti (D-US) e della delegazione per le relazioni con i paesi del sud-est asiatico e dell'Associazione delle nazioni del sud-est asiatico (ASEAN) e del gruppo tecnico-scientifico del Parlamento europeo (STOA). Ha effettuato missioni ufficiali dal Parlamento Europeo negli Stati Uniti e in Giappone per tenere incontri interparlamentari di alto livello sui progressi della cooperazione nel nuovo contesto geopolitico della globalizzazione. Presso STOA ha promosso lo sviluppo di studi scientifici sulla generazione della fiducia nella scienza e sull'informazione dei cittadini basata sulla conoscenza. Fa inoltre parte della Commissione Speciale sugli effetti del COVID, dove lavora per sommare il passaggio dalla cura alla transizione verde e alla transizione digitale.